# Lucas Ramon
Lucas Ramon Batista Silva (Montes Claros, 7 marzo 1994) è un calciatore brasiliano, difensore del Mirassol.

## Caratteristiche tecniche
È un terzino destro.

## Carriera
Cresciuto nel settore giovanile del Londrina, ha esordito in prima squadra l'11 aprile 2014 in occasione del match del Coppa del Brasile perso 2-1 contro il Criciúma.